# Антчак, Ежи
Ежи Антчак (пол. Jerzy Antczak, род. 25 декабря 1929, Владимир-Волынский, Волынское воеводство) — польский режиссёр театра и кино.

## Биография
Родился 21 декабря 1929 года во Владимире-Волынском. Окончил Киношколу им. Леона Шиллера в Лодзи, диплом получил в 1953 году.
В 1957 г. он был директором театра, «7,15» в Лодзи, в 1959 году — главный режиссёр телевизионного центра в Лодзи, а с 1963 г. — управляющий директор Варшавского телевизионного центра. В период 1963—1975 гг. — управляющий директор Театре телевидения. Лично ставил спектакли, в частности, «Дни Турбиных» Булгакова (1965), «Три сестры» Чехова (1968), «Стеклянный зверинец» (1963) Т. Уильямса, а также документальный спектакль («Нюрнбергский эпилог»). Лауреат Государственной премии (1964, 1970 — индивидуально, 1976 — совместно). Его фильм «Ночи и дни» был номинирован на «Оскар» за лучший фильм на иностранном языке.
С 1979 г. проживает с женой Ядвигой Бараньской в США, где является профессором факультета по кинематографии и телевидению Калифорнийского университета в Лос-Анджелесе. С начала 90-х годов временно пребывает в Польше, где снимает два фильма: «Дама с камелиями» (1995) и «Шопен. Желание любви» (2002) и два телеспектакля «Тропы славы» (1995) и «Цезарь и Помпей» (1996). 29 октября 2008 получил из рук министра культуры и национального наследия Богдана Здроевского Золотую медаль «Zasłużony Kulturze Gloria Artis».
Был женат на актрисе и певице Ядвиге Бараньской, которая снималась во многих его фильмах. Их сын Миколай родился в 1964 году.

## Избранная фильмография
- 1961 — Минувшее время / Czas przeszly
- 1965 — Выстрел / Wystrzał
- 1966 — Мастер / Mistrz.
- 1968 — Графиня Коссель / Hrabina Cosel
- 1971 — Нюрнбергский эпилог / Epilog norymberski
- 1975 — Ночи и дни / Noce i dnie[3]
- 1995 — Дама с камелиями
- 2002 — Шопен. Желание любви / Chopin. Pragnienie miłości

## Телевизионные театральные постановки
Ежи Антчак поставил на телевидении 130 спектаклей.
- «Часы» в 1961 В ролях: Тадеуш Ломницкий, Казимеж Опалиньский, Антонина Гордон-Гурецкая
- «Волки ночью» в 1962 г. В ролях: Ядвига Бараньская, Мариуш Дмоховский, Зофья Мрозовска, Эдмунд Феттинг, Здзислав Мрожевский
- «Стеклянный зверинец» в 1963 г. В ролях: Ядвига Бараньская, Барбара Людвижанка, Владислав Ковальский, Игнацы Гоголевский
- «Кордиан» в 1963 г. В ролях: Игнацы Гоголевский, Казимеж Опалиньский, Здзислав Мрожевский, Игнацы Маховский
- «Общая комната» в 1964 году. В ролях: Михал Павлицкий, Игнацы Маховский, Станислав Зачик, Рышарда Ханин, Владислав Ковальский, Мариан Коциняк
- «Мастер» (экранизация) в 1966 г. В ролях: Януш Варнецкий, Станислав Зачик, Рышарда Ханин, Игор Смяловский
- «Дудек» в 1964 г. В ролях: Ядвига Бараньская, Чеслав Воллейко, Данута Шафлярская, Ирена Квятковская, Эдвард Дзевоньский, Анджей Щепковский, Игор Смяловский, Лех Ордон
- «Дни Турбиных» 1965 В ролях: Михал Павлицкий, Анджей Заорский, Рышард Петруский, Владислав Ханьча, Ежи Турек, Збигнев Запасевич
- «Прощание с Марией», исполненное в 1966 году. В ролях: Тадеуш Ломницкий, Эва Вишневская, Збигнев Запасевич, Мариан Коциняк, Леонард Петрашак
- «Жаворонок» в 1966 г. В ролях: Ядвига Бараньская, Юзеф Нальберчак, Эдмунд Феттинг, Хенрик Боровский, Станислав Ясюкевич, Игнацы Гоголевский, Здзислав Мрожевский
- «Заметки», появились в 1968 году: Тадеуш Фиевский, Зофья Куц, Ян Энглерт, Эугения Херман, Станислав Мильский, Анджей Заорский, Тереса Шмигелювна, Рышард Петруский
- «Три сестры» в 1968 году. В ролях: Ядвига Бараньская, Зофья Петри, Веслава Немыска, Тадеуш Фиевский, Игнацы Гоголевский, Бронислав Павлик, Станислав Ясюкевич, Ян Энглерт, Рышард Петруский
- «Предложение. Юбилейная», 1971. В ролях: Ядвига Бараньская, Тадеуш Фиевский, Мечислав Павликовский, Ванда Лучицкая
- «О вреде курения», в 1971 году: Тадеуш Фиевский (это была первая презентация телевизионной оперы, сделанной в цвете)
- «Тропы славы», в 1995. В ролях: Януш Новицкий, Леон Харевич, Адам Ференцы, Януш Михаловский, Артур Жмиевский, Хенрик Махалица, Марцин Троньский, Артур Барцись, Славомир Ожеховский, Бронислав Вроцлавский
- «Цезарь и Помпей», 1996. В ролях: Збигнев Запасевич, Мариуш Бенуа, Станислава Целиньская, Ежи Камас, Артур Жмиевский, Леон Харевич, Цезарь Моравский, Марцин Троньский